# Neoitamus smithii
Neoitamus smithii là một loài ruồi trong họ Asilidae. Neoitamus smithii được Hutton miêu tả năm 1901. Loài này phân bố ở miền Australasia.